# Vidå
Vidå (tysk: Wiedau, jysk æ Virå, frisisk: Widuu) er en å beliggende i Sønderjylland.
Åen gennemløber Rudbøl og Rudbøl Sø, samt sluserne Højer Sluse og Vidå Sluse. På visse strækninger udgør den landegrænsen mellem Danmark og Tyskland.
På visse strækninger udgør åen desuden sognegrænse mellem Højer og Møgeltønder, Ubjerg og Tønder sogne.
Den er i stor udstrækning styret via dæmninger og pumpestationer, da den vander store dele af Tøndermarsken. Mellem Ejderen og Vidåen bosatte nordfrisere sig i middelalderen.
Den danske rødliste fra 1997 anså at den sidste eksisterende bestand af snæbel var i Vidåen. Herfra er den ynglet og udsat i andre åer med udløb i Vadehavet.